# 沙恩霍斯特级大巡洋舰
沙恩霍斯特级大巡洋舰（德語：Scharnhorst-Klasse）是德意志帝国海军于20世纪初建造的最后一个传统装甲巡洋舰船级。该船级由首舰沙恩霍斯特号和末舰格奈森瑙号所共同组成，分别以解放战争时期普鲁士的军事改革者格哈德·馮·沙恩霍斯特和奥古斯特·冯·格奈森瑙命名。它们比早前的罗恩级舰只更大；额外的尺寸主要用于将四门210毫米主炮增加至八门。这些舰只是首批能与英国对手平起平坐的德国巡洋舰。
两艘同级舰是专为海外值勤而建，并先后于1909年和1910年被分配至东亚分舰队，其中沙恩霍斯特号更是取代了自1900年便驻扎在当地的旧式装甲巡洋舰俾斯麦侯爵号而担任分舰队旗舰。两艘同级舰的服役生涯都较为短暂；在第一次世界大战爆发前不久，它们都离开了德国在青岛的殖民地。1914年11月1日，这些舰只在科罗内尔海战中摧毁了一支英国部队，从而使皇家海军遭遇了自1814年尚普蘭湖戰役的首次败仗。而包括沙尔霍斯特级两艘舰在内的东亚分舰队，则在随后于12月8日爆发的福克兰群岛海战被歼灭。

## 设计

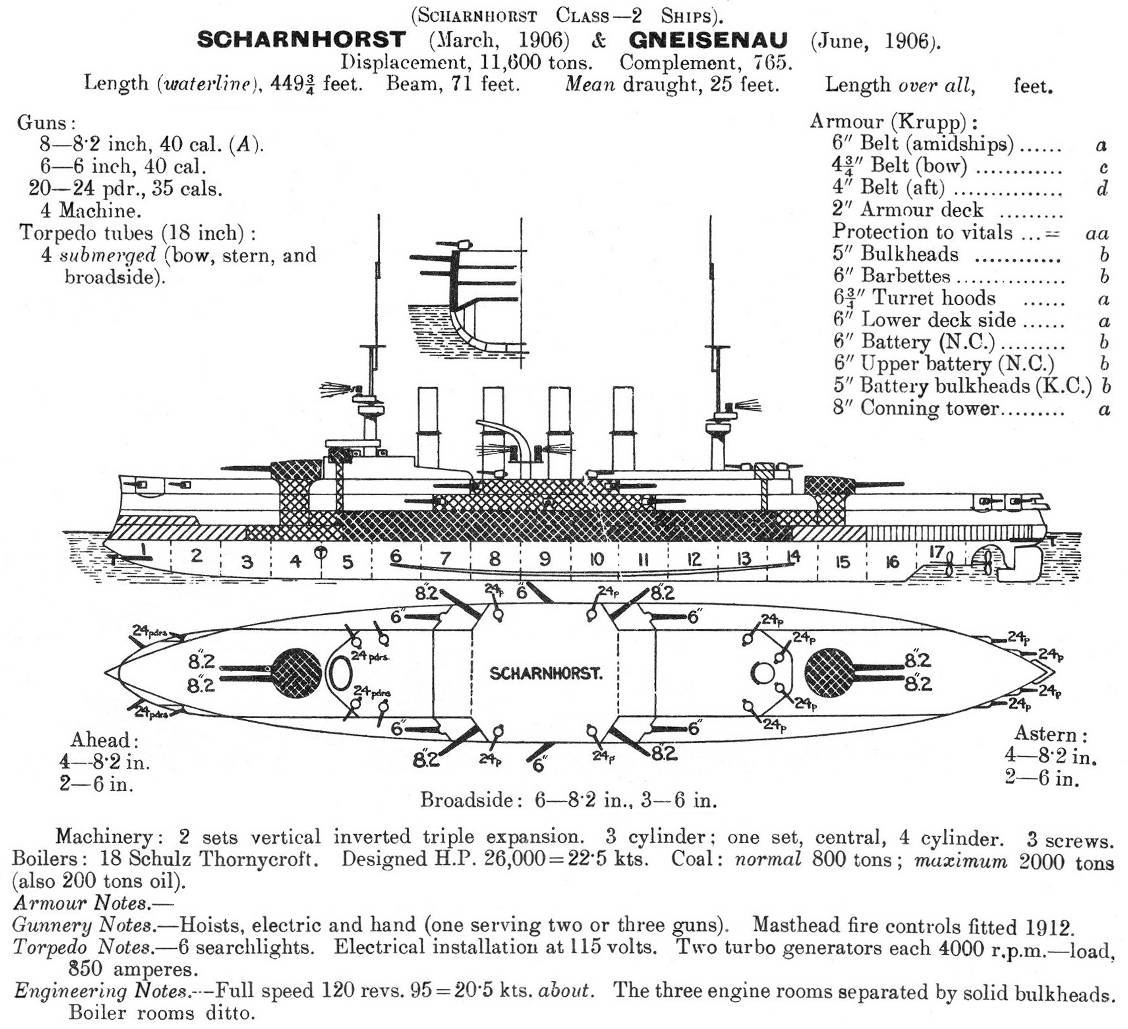
沙恩霍斯特级舰只的平面及立面图

### 整体特征
沙恩霍斯特级舰只的水线长度和全长分别为143.8（471英尺9英寸）和144.6（474英尺5英寸），有21.6（70英尺10英寸）的舷宽，以及8.37（27英尺6英寸）的吃水深度。它们的设计排水量为11,616公噸（11,433長噸），满载排水量则可达12,985公噸（12,780長噸）。船体采用横向和纵向钢框架构造，再覆以钢制船体板铆接而成。船体被分为十五个水密舱室和一个占龙骨长度比重为50%的双层船底。
这些舰只的标准船员编制为38名军官和726名水兵。沙恩霍斯特号在担任分舰队旗舰时还可配备更多的船员，包括额外14名军官和62名水兵。而格奈森瑙号在作为分舰队第二旗舰时的增补人数则为3名军官和25名水兵。它们都配备有一些小型舰载艇，包括2艘哨艇、2艘机动艇、1艘大舢板、2艘小汽艇、3艘高低桅帆船和1艘小划艇。

### 机械装置
沙恩霍斯特级舰只使用与前级罗恩级相同的动力装置，即三台立式三缸三胀往复式蒸汽机。每台发动机各负责驱动一副三叶螺旋桨；其中沙恩霍斯特号的中心桨直径为4.7（15英尺5英寸），两个外桨为5（16英尺5英寸）。格奈森瑙号的桨叶则略小，中心桨的直径为4.6（15英尺1英寸），外桨为4.8（15英尺9英寸）。三胀发动机通过十八台燃煤式船用锅炉和36个燃烧室供应蒸汽。推进系统的额定功率为26,000匹指示馬力（19,000千瓦特），但它们都在试航中录得了更高的数据——沙恩霍斯特号为28,782匹指示馬力（21,463千瓦特）、格奈森瑙号为30,396匹指示馬力（22,666千瓦特）。这些舰只的设计最高速度为22.5節（41.7每小時），但在试航中，沙恩霍斯特号曾以最高23.5節（43.5每小時）的速度航行，而格奈森瑙号则可达23.6節（43.7每小時）。舰只的常规贮煤量为800公噸（790長噸），但额外的贮存量却高达2,000公噸（2,000長噸）。这使得它们能够以14節（26每小時）的速度航行4,800海里（8,900）。舰只由单舵控制。
这些舰只也搭载了与前级罗恩级相同的电气设备。它由四台涡轮发电机组成，可在110伏特的电压下输出260千瓦特（350匹馬力）的总电功率。沙恩霍斯特级是德国所建的最后一批配备输出功率为110伏发电机的巡洋舰；自此后的设计中，布吕歇尔号的发电机运行电压为225伏。

### 武器装备

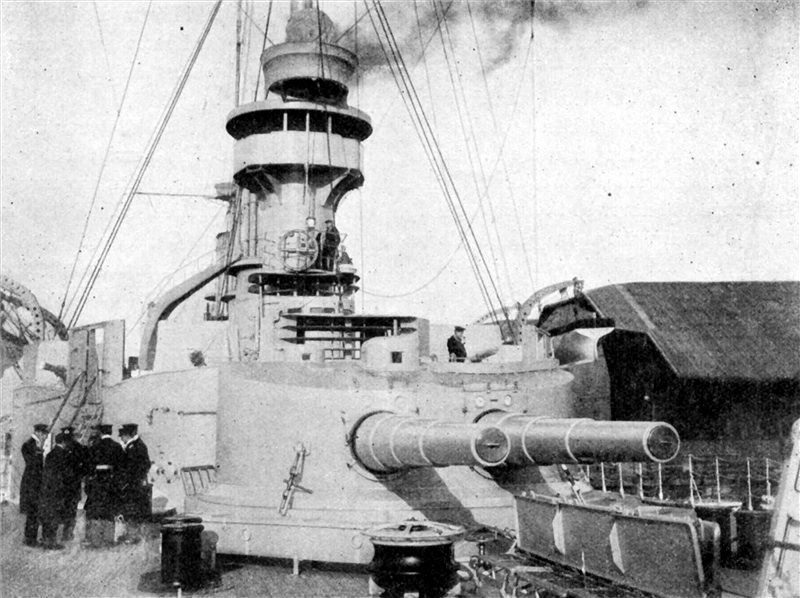
沙恩霍斯特级舰只的艏部炮塔

沙恩霍斯特级舰只的主舰炮为八门210毫米40倍径速射炮，其中四门设于两座双联装炮塔上，主舰艛的两端各一座，其余四门则安装在单翼炮塔上。它们在发射108（238英磅）炮弹的初速为780每秒（2,600英尺每秒），射速为每分钟4－5发，共提供700发弹药。安装于双联装炮塔上的主炮可升至30度高程，最大射程达16,300（17,800碼）。而单翼炮塔只能提升至16度，因此它们的射程相应较低，为12,400（13,600碼）。双联装炮塔从中心线向任意方向可瞄准的范围约为150度。
舰只的副炮由六门架设于MPL型炮廓内的150毫米40倍径速射炮和十八门廓装的88毫米35倍径速射炮组成。150毫米炮能以每分钟4－5发的速度发射穿甲弹。舰只为每门同类炮提供170发弹药，共计1020发。其炮管可以降至-7度和升至20度，最大射程为13,700（15,000碼），均采用手动升降及瞄准。88毫米炮在发射10（22英磅）炮弹的初速则为620每秒（2,000英尺每秒）。其每门可携带150发弹药，共计2700发，并有能力命中11,000（12,000碼）以外的目标。与更大的150毫米炮一样，88毫米炮也是采用手动升降及瞄准。
根据这一时期德国军舰的惯例，沙恩霍斯特级舰只配备了四具450（17.7英寸）浸没式水下鱼雷发射管；分别布设在舰艏、舰艉和两边舷侧，并提供11枚鱼雷。这些鱼雷为C/03型，重量达662（1,459英磅），并携带有176（388英磅）重的高爆弹头。在31節（57每小時）的速度下，鱼雷的有效射程为1,500（1,600碼）；若将速度设为较慢的26節（48每小時），则可命中距离为两倍远的目标，达3,000（3,300碼）。

### 装甲保护
作为同时期德国军舰的标准配置，沙恩霍斯特级舰只受到克虏伯渗碳钢的保护。它们在舰只的中央部分有一条150（5.9英寸）厚的装甲带，用以保护弹药舱、轮机舱等核心部位。装甲带在中央堡垒的两端弱化至80（3.1英寸），在舰艏及舰艉则不设任何保护。装甲带由一层55（2.2英寸）厚的柚木作支承。主装甲甲板的厚度从关键区域的60（2.4英寸）至其它区域的35（1.4英寸）不等。甲板向下倾斜与主装甲带相连，这部分的厚度在40至50（1.6至2.0英寸）之间。前司令塔的侧部和顶部分别有200（7.9英寸）和30（1.2英寸）厚。后司令塔的防护较弱；其侧部厚度仅为50毫米，顶部为20（0.79英寸）。主炮炮塔有170（6.7英寸）厚的的两侧和30毫米厚的顶部，而舰舯炮则受到厚为150毫米的炮挡和厚为40毫米的顶部保护。150毫米炮的炮挡也有80毫米厚。

## 同级舰
| 舰只         | 造船厂               | 命名来源                    | 架设日期       | 下水日期      | 入役日期       | 结局                                |
| ------------ | -------------------- | --------------------------- | -------------- | ------------- | -------------- | ----------------------------------- |
| 沙恩霍斯特号 | 汉堡布洛姆－福斯船厂 | 格哈德·馮·沙恩霍斯特        | 1905年1月3日   | 1906年6月22日 | 1907年10月24日 | 1914年12月8日于福克兰群岛海战被击沉 |
| 格奈森瑙号   | 不来梅威悉船厂       | 奥古斯特·奈哈特·冯·格奈森瑙 | 1904年12月28日 | 1906年6月14日 | 1908年3月6日   | 1914年12月8日于福克兰群岛海战被击沉 |

## 服役历史
入役后，同级的两艘舰都被分配至德国的东亚分舰队，其中沙恩霍斯特号更是担任分舰队司令、海军上将馬克西米連·馮·斯比的旗舰。沙恩霍斯特号和格奈森瑙号被视为训练有素的舰只，它们均因在炮术方面的卓越表现而广受褒奖。当第一次世界大战爆发时，两艘舰正在加罗林群岛展开例行巡航，而施佩的分舰队余部则散布在太平洋周围。随着日本对德宣战，使得施佩确信需要将部署在美洲基地的小巡洋舰莱比锡号和德累斯顿号调集来巩固自己的力量，并前往智利补充燃料。然后，分舰队将试图经由大西洋返回德国。施佩还打算攻击由海军少将克里斯托夫·克拉多克麾下的三艘英国巡洋舰，以及遇到的任何英国航运。9月22日，沙恩霍斯特号和格奈森瑙号前往法属波利尼西亚的帕皮提，意图夺取贮存在港口的煤炭。这些舰只对港口实施了短暂炮击，并导致法国炮艇热心号沉没。然而，由于忌惮港湾内的水雷，施佩决定避免风险。法国人也焚毁了煤仓，以防止煤炭被德国人侵用。

### 科罗内尔海战
1914年11月1日17:00左右，东亚分舰队在科罗内尔附近遇到了克拉多克的舰群。由于德国舰只具有速度优势，施佩能够将距离保持在18（11英里）以内，然后在19:00缩近至12（7.5英里）后与英国区舰队交战。沙恩霍斯特号对好望号取得了约34次命中；至少有一枚炮弹穿透了好望号的弹药舱，从而导致巨大的爆炸并摧毁了该舰。小巡洋舰纽伦堡号以近距離平射射程攻击蒙默思号；在一轮猛攻之后，蒙默思号也宣告沉没。而另外两艘英舰，轻巡洋舰格拉斯哥号以及武装商船奥特朗托号则在夜幕的掩护下逃脱。英国第一海務大臣杰基·费舍尔评论称，“这是战争中最悲惨的海军行动”。这次失利也成为自1814年尚普蘭湖戰役以来，英国皇家海军遭受的首次败仗。当战斗的消息传至身处柏林的德皇威廉二世后，他下令向施佩的分舰队成员授予300枚铁十字勋章。在智利的瓦尔帕莱索补充燃料后，东亚分舰队启程前往福克兰群岛，意图摧毁设于当地的英国无线电发射机。

### 福克兰群岛海战

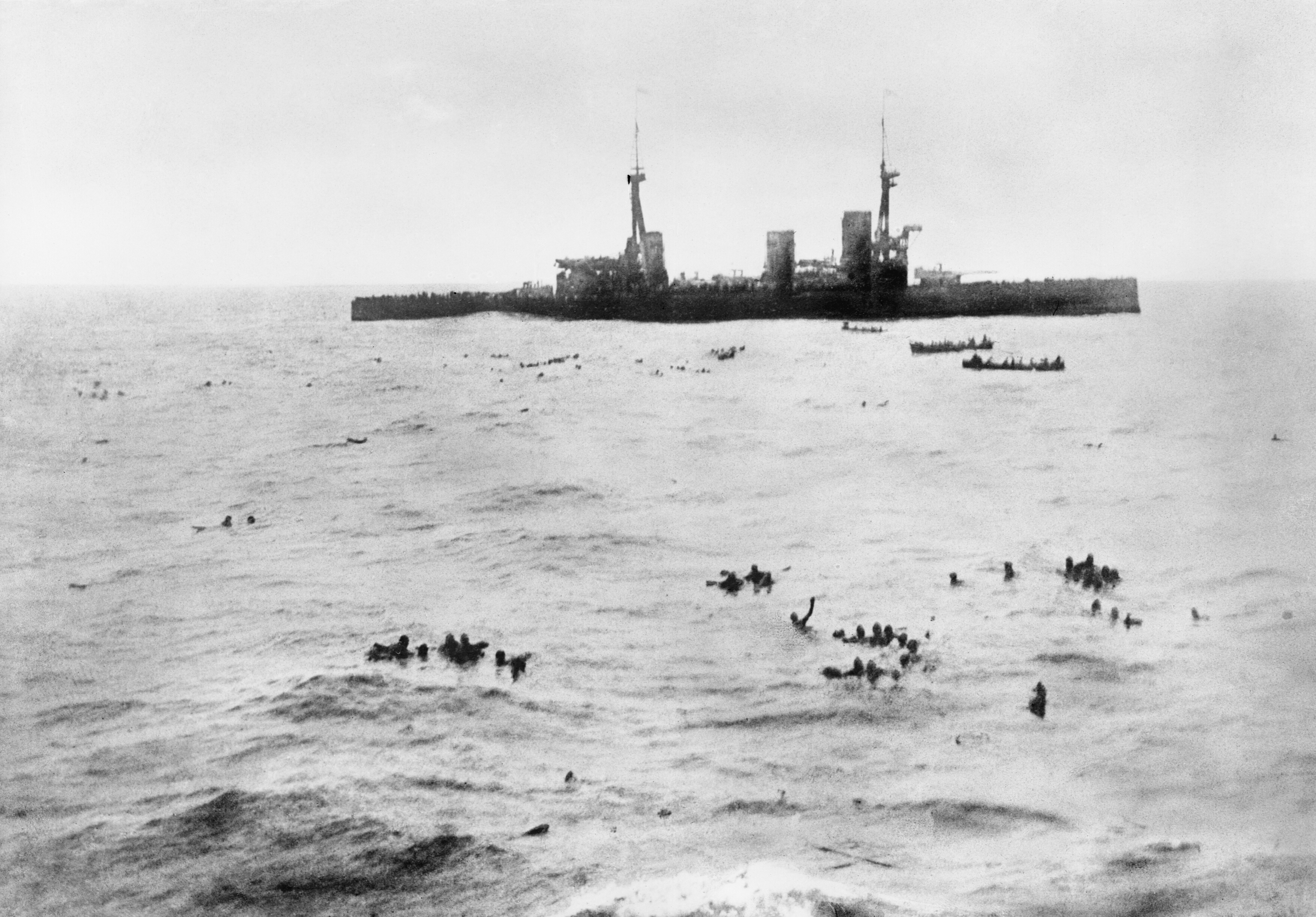
不屈号救起格奈森瑙号的幸存者

当战斗消息传至英格兰约6小时后，费舍尔下令大舰队总司令、海军上将约翰·杰利科分遣出战列巡洋舰无敌号和不屈号对德国分舰队展开追捕。海军中将多夫顿·斯特迪被任命为追捕区舰队的指挥官，其麾下还集结有装甲巡洋舰卡那封号、康沃尔号、防御号和肯特号，以及轻巡洋舰布里斯托尔号和在科罗内尔幸存下来的格拉斯哥号。12月8日清晨，斯特迪的舰只先于施佩的分舰队一步抵达福克兰群岛。英国人于09:40发现了东亚分舰队；施佩没有意识到对手派出了两艘战列巡洋舰，当他观察到的时候，才急忙命令其舰只撤退。尽管抢先起步，但高速的战列巡洋舰很快便赶上老旧的德国舰只——它们刚刚才完成了16000英里的航行而没有进行维护。
至大约13:20，战列巡洋舰在距离约14（8.7英里）的范围内开火。经过长达两小时的战斗，沙恩霍斯特号在水中停滞并严重侧倾。此后不久，该舰便沉没了。格奈森瑙号则在近距离遭到超过50次命中；在舰只沉没之前，全体船员向德皇致以三声高呼。纽伦堡号及莱比锡号同样被击沉，德累斯顿号尽管设法暂时逃脱，但还是在胡安·費爾南德斯群島遭摧毁。海战中共有约2200名德国官兵阵亡，其中包括施佩上将。